# Darryl Roberts
Darryl Bevon Roberts, né le 26 septembre 1983 à Saint Joseph à Trinité-et-Tobago, est un footballeur international trinidadien, qui évolue au poste d'attaquant.

## Biographie

### Carrière en sélection
Avec l'équipe de Trinité-et-Tobago, il joue 28 matchs (pour 6 buts inscrits) entre 2004 et 2013. 
Il figure dans le groupe des sélectionnés lors des Gold Cup de 2007 et de 2013. Il atteint les quarts de finale de cette compétition en 2013.
Il joue également quatre matchs comptant pour les tours préliminaires de la coupe du monde, lors des éditions 2010 et 2014.